# Calathus ovipennis
Calathus ovipennis är en skalbaggsart som beskrevs av Jules Putzeys. Calathus ovipennis ingår i släktet Calathus och familjen jordlöpare. Inga underarter finns listade i Catalogue of Life.